# Discherodontus ashmeadi
Discherodontus ashmeadi es una especie de peces de la familia de los Cyprinidae en el orden de los Cypriniformes.

## Morfología
Los machos pueden llegar alcanzar los 13,6 cm de longitud total.

## Distribución geográfica
Se encuentran en las cuencas de los ríos Mekong y Maeklong.